# Alexander Nemecz
Alexander Nemecz (* 7. Mai 1905 in Oberwart; † 30. Juni 1981 ebenda) war ein österreichischer Politiker (ÖVP) und Rechtsanwalt. Er war von 1945 bis 1953 sowie von 1956 bis 1966 Abgeordneter zum Österreichischen Nationalrat.
Nemecz absolvierte nach der Volksschule das Gymnasium Oberschützen und legte 1922 die Matura ab. Nach dem Studium der Rechte an der Universität Graz und seiner Promotion 1929 legte er 1935 die Rechtsanwaltsprüfung ab und arbeitete ab 1936 als  Rechtsanwalt und Verteidiger in Strafsachen in Oberwart. Politisch engagierte er sich als Bezirksobmann des Österreichischen Wirtschaftsbundes Oberwart und war ab 1945 Bezirksleiter der ÖVP Oberwart. Er vertrat die ÖVP zwischen dem 19. Dezember 1945 und dem 18. März 1953 im Nationalrat, dem er zwischen dem 8. Juni 1956 und dem 30. März 1966 erneut angehörte.